# Mark Mutai
Mark Mutai (ur. 23 marca 1978) – kenijski lekkoatleta specjalizujący się w biegu na 400 metrów.
W 2009 brał udział w mistrzostwach świata, jednak nie odniósł na tych zawodach sukcesów. Mistrz Afryki w biegu rozstawnym 4 × 400 metrów z Nairobi (2010). Zwyciężył w biegu na 400 metrów w igrzyskach Wspólnoty Narodów. W roku 2011 zdobył srebrny medal w biegu na 400 m podczas światowych igrzysk wojska oraz brązowy krążek na tym dystansie w czasie igrzysk Afryki. 
Rekord życiowy: 45,28 (30 lipca 2010, Nairobi).

## Osiągnięcia
| Rok  | Impreza                      | Miejsce        | Konkurencja        | Lokata               | Wynik   |
| ---- | ---------------------------- | -------------- | ------------------ | -------------------- | ------- |
| 2009 | Mistrzostwa świata           | Berlin         | bieg na 400 m      | eliminacje           | 47,04   |
| 2010 | Mistrzostwa Afryki           | Nairobi        | bieg na 400 m      | 4. miejsce           | 45,28   |
| 2010 | Mistrzostwa Afryki           | Nairobi        | sztafeta 4 × 400 m | 1. miejsce           | 3:02,96 |
| 2010 | Puchar interkontynentalny    | Split          | sztafeta 4 × 400 m | 3. miejsce           | 3:02,62 |
| 2010 | Igrzyska Wspólnoty Narodów   | Nowe Delhi     | bieg na 400 m      | 1. miejsce           | 45,44   |
| 2010 | Igrzyska Wspólnoty Narodów   | Nowe Delhi     | sztafeta 4 × 400 m | 2. miejsce           | 3:03,84 |
| 2011 | Światowe igrzyska wojskowych | Rio de Janeiro | bieg na 400 m      | 2. miejsce           | 45,91   |
| 2011 | Mistrzostwa świata           | Daegu          | sztafeta 4 × 400 m | 6. miejsce           | 3:01,15 |
| 2011 | Igrzyska afrykańskie         | Maputo         | bieg na 400 m      | 3. miejsce           | 46,52   |
| 2014 | IAAF World Relays            | Nassau         | sztafeta 4 × 400 m | 7. miejsce (Finał B) | 3:05,81 |
| 2014 | Igrzyska Wspólnoty Narodów   | Glasgow        | bieg na 400 m      | eliminacje           | 47,60   |
| 2014 | Mistrzostwa Afryki           | Marrakesz      | bieg na 400 m      | półfinał             | 46,77   |
| 2014 | Mistrzostwa Afryki           | Marrakesz      | sztafeta 4 × 400 m | 3. miejsce           | 3:07,35 |